# Perisama euriclea
Perisama euriclea är en fjärilsart som beskrevs av Doubleday 1847. Perisama euriclea ingår i släktet Perisama och familjen praktfjärilar. Inga underarter finns listade i Catalogue of Life.

## Bildgalleri

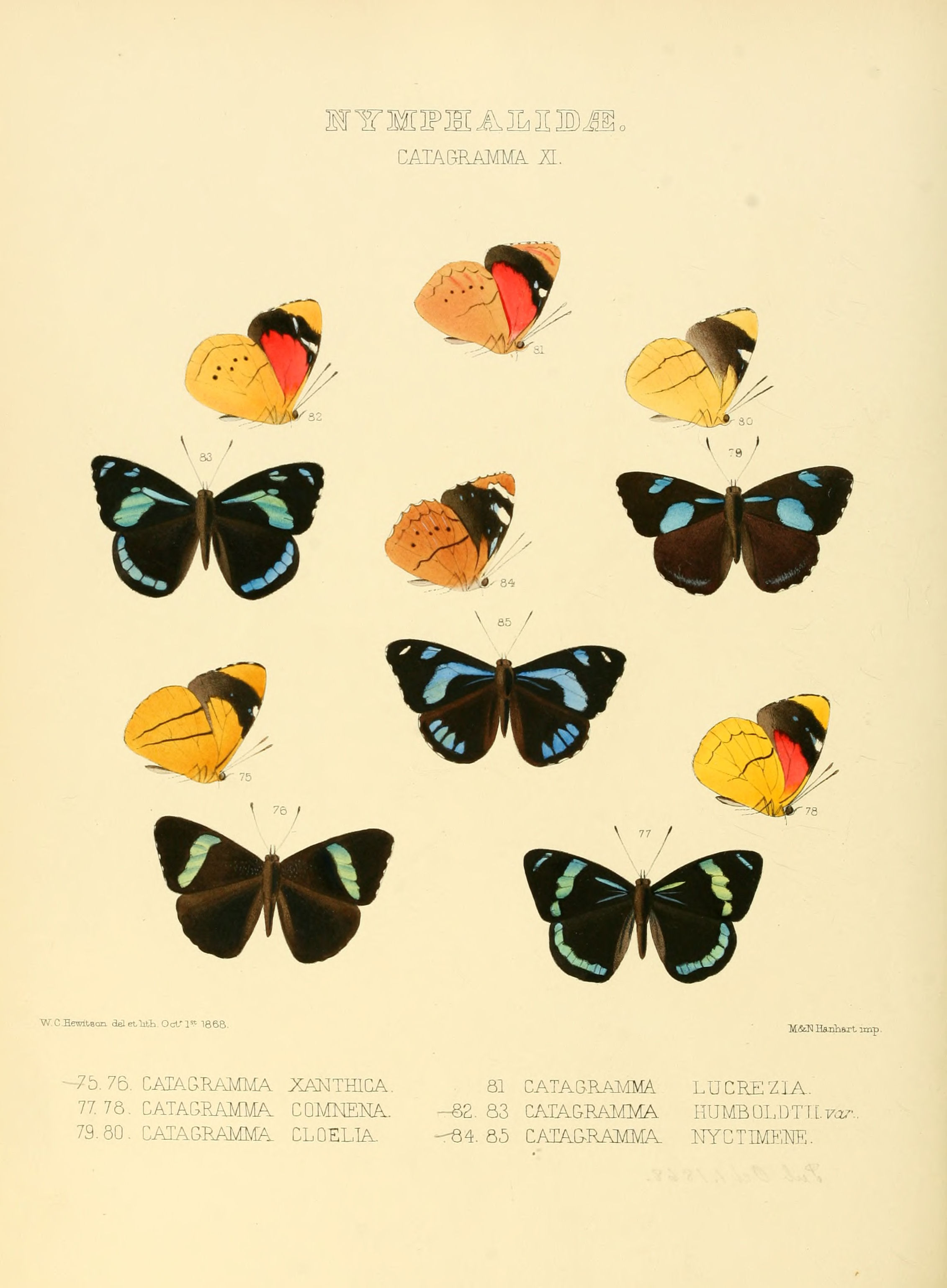
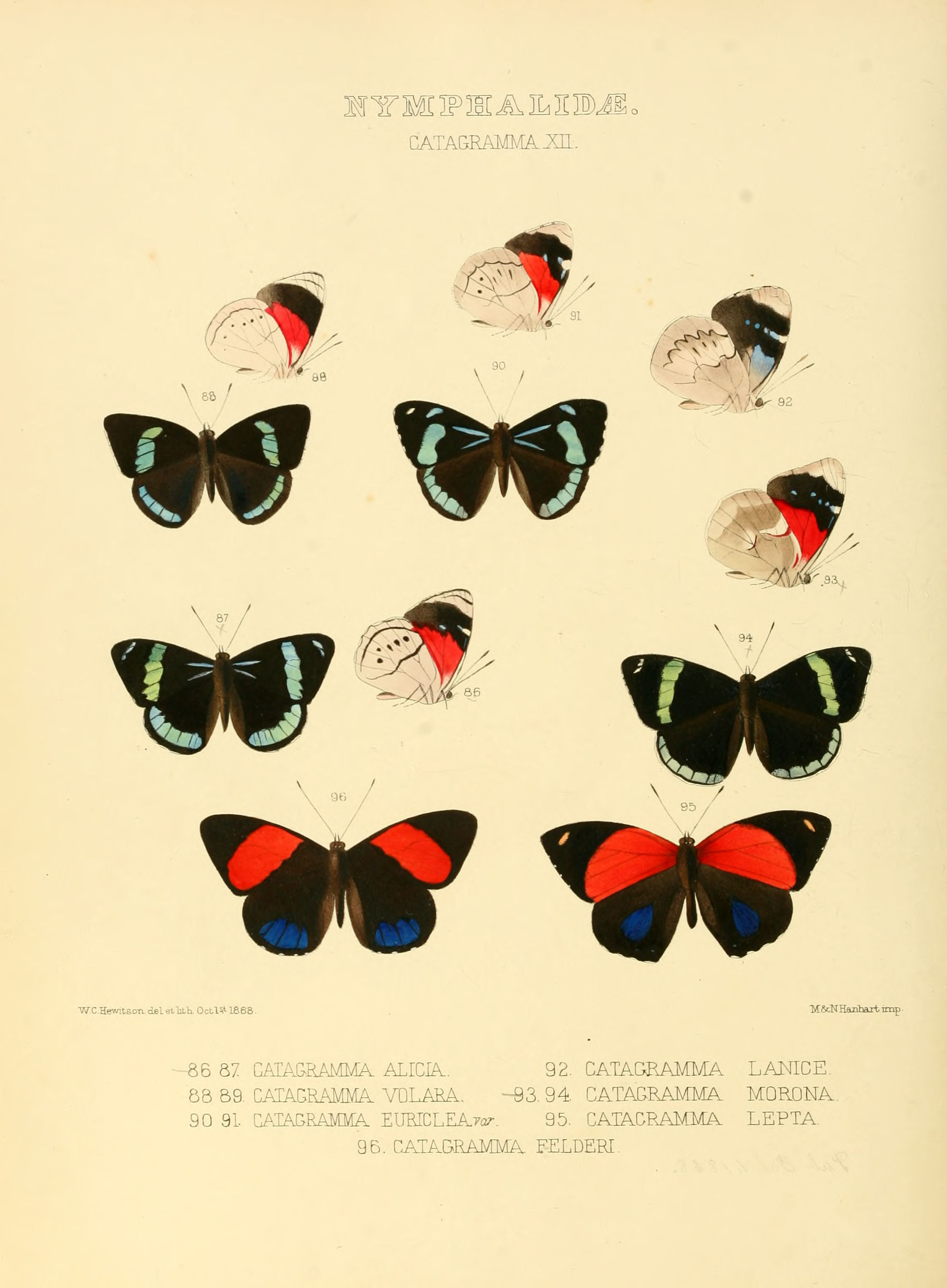